# Kernphasenwechsel

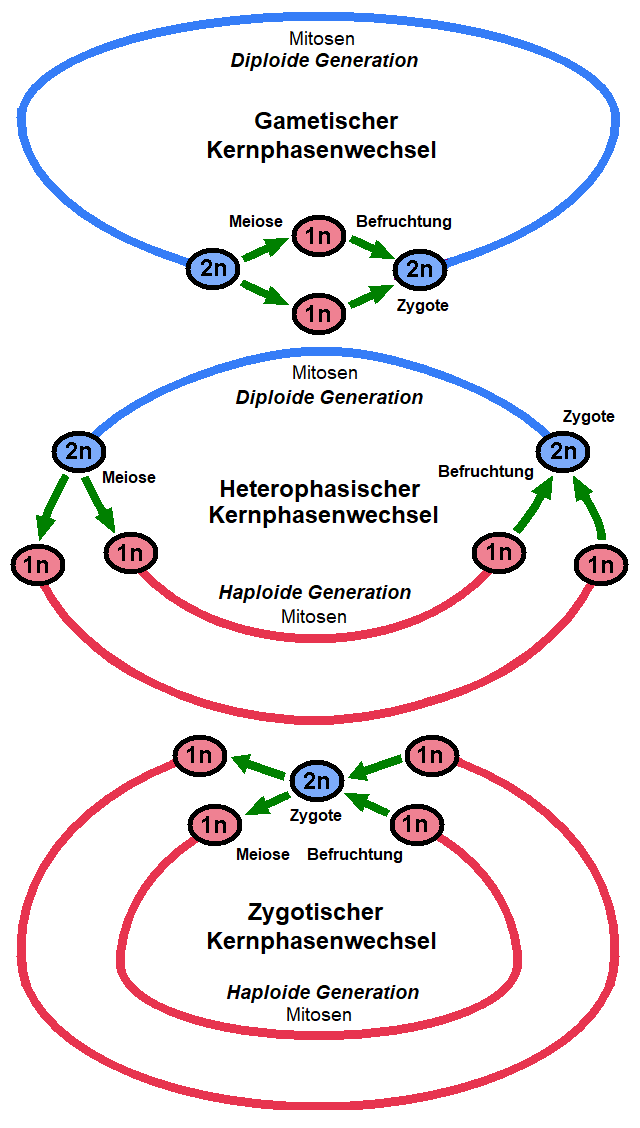

Der Kernphasenwechsel ist der periodische Wechsel zwischen einer haploiden und einer diploiden Phase bei der geschlechtlichen Fortpflanzung von Eukaryoten. Dabei bedeutet „haploid“, dass der Zellkern nur einen Chromosomensatz enthält, während er in der diploiden Phase zwei homologe Sätze enthält. (Alternativ spricht man auch von einem einfachen und einem doppelten Chromosomensatz.)
Der Kernphasenwechsel ist das Grundprinzip der sexuellen Fortpflanzung, denn er ermöglicht die Rekombination des Genoms, ohne dass sich mit jeder neuen Generation die Chromosomensätze verdoppeln. Der Wechsel zwischen den beiden Kernphasen erfolgt zum einen bei der Meiose (oder Reduktionsteilung) und zum anderen bei der Befruchtung. Bei der Befruchtung verschmelzen zwei haploide Zellkerne zu einem diploiden Kern der Zygote (Karyogamie). Bei der Meiose wird der Ploidiegrad wieder reduziert, indem homologe Chromosomen auf verschiedene Tochterkerne verteilt werden.

## Drei Varianten des Kernphasenwechsels
Der relative Anteil der haploiden und der diploiden Phase variiert bei verschiedenen Organismen:
Gametischer Kernphasenwechsel (Diplonten)Bei den Diplonten, zu denen alle vielzelligen Tiere (also auch der Mensch) gehören, sind alle Körperzellen diploid. Nur in den Geschlechtsorganen werden durch die Meiose haploide Gameten (Keimzellen) gebildet. Bei den meisten Lebewesen sind diese Gameten in zwei Geschlechter unterschieden. Häufig sind die weiblichen Gameten größer und die männlichen kleiner. Beim Menschen sind diese Gameten die Eizellen und Spermien. Bei der Befruchtung vereinigen sich Gameten mit solchen des jeweils anderen Geschlechts. Dabei entsteht eine diploide Zygote, aus der durch zahlreiche Mitosen (Kernteilungen ohne Kernphasenwechsel) der neue Organismus hervorgeht. Man spricht in diesem Fall von einem gametischen Kernphasenwechsel. Zu den Diplonten gehören auch die einzelligen Wimpertierchen sowie manche Grünalgen und Braunalgen (die Fucales).
Zygotischer Kernphasenwechsel (Haplonten)Den umgekehrten Fall zeigen die Haplonten, bei denen nur die Zygote diploid ist und nach der Befruchtung ohne dazwischenliegende Mitosen direkt wieder die Meiose erfolgt. Nur in der haploiden Phase finden Mitosen statt. Diese dominiert somit den Lebenszyklus, und man spricht von einem zygotischen Kernphasenwechsel. Zu den Haplonten gehören viele Pilze (Ständerpilze und Jochpilze), viele fadenförmige Grünalgen, einfach organisierte Rotalgen und manche Einzeller, insbesondere Flagellaten.
Heterophasischer Kernphasenwechsel (Diplohaplonten)Drittens gibt es die Diplohaplonten, bei denen sowohl in der diploiden wie auch in der haploiden Phase Mitosen erfolgen. Dieser heterophasische Kernphasenwechsel liegt bei allen höher organisierten Pflanzen (Embryophyta) und den meisten Algen vor. Dabei dominiert bei den Gefäßpflanzen (Samenpflanzen und Farne) die diploide Phase, bei den Laubmoosen und Lebermoosen hingegen die haploide. Bei den Hornmoosen sind beide Phasen ähnlich große Organismen. Auch die Schlauchpilze sind Diplohaplonten, bei denen allerdings in der diploiden Phase nur eine einzige Mitose erfolgt.

## Störungen im Kernphasenwechsel
Erfolgt beim gametischen oder heterophasischen Kernphasenwechsel die Meiose nicht vollständig, können ein oder mehrere Chromosomen in der Keimzelle bzw. in der haploiden Generation doppelt enthalten sein. Kommt es bei dieser Keimzelle dann zur Befruchtung, entsteht eine Trisomie. Im Extremfall ist die Keimzelle vollständig diploid und bei der Befruchtung entsteht dann eine Triploidie, also ein Genom mit dreifachem Chromosomensatz. Falls beide Keimzellen diploid sind, kommt es zur Tetraploidie mit vier Chromosomensätzen. 
Im Pflanzenreich sind Triploidie und Tetraploidie nicht selten. Sie werden durch züchterische Methoden bei manchen Kulturpflanzen gezielt herbeigeführt, etwa zur Ertragssteigerung. Viele triploide Pflanzen können keine Samen bilden, was aber bei Kulturpflanzen wie der Dessertbanane oder kernlosen Weintrauben auch erwünscht ist.
Bei Tieren führt Triploidie meistens zur Unfruchtbarkeit und kann bei manchen Arten zum vorzeitigen Tod führen. Gelegentlich werden Tierarten wie Fische oder Muscheln aber auch bewusst triploid gezüchtet. Beim Menschen führen Trisomien oft zu körperlichen und geistigen Behinderungen.
Andere mögliche Störungen sind Nullisomien und Monosomien, bei denen ein Chromosom oder ein Chromosomenpaar fehlt.
Auch außerhalb des Kernphasenwechsels können solche Chromosomensatz-Störungen im Organismus auftreten, etwa in Krebszellen. In der Leber ist ein geringer Anteil der Zellen natürlicherweise tetraploid.